# 中京郵便局
中京郵便局（なかぎょうゆうびんきょく）は、京都府京都市中京区にある郵便局。民営化前の分類では集配普通郵便局であった。

## 概要
住所：〒604-8799 京都府京都市中京区三条通東洞院東入菱屋町30
1871年（明治4年）の郵便制度発足時に、東京、大阪と共に設けられた郵便役所を前身としており、日本で最も歴史のある郵便局の一つである。

### 局舎
設計：逓信省、施工：安藤組
1902年（明治35年）に建設されたネオルネサンス様式、赤レンガ造りの美しい外観が特徴である。当局の面している三条通のこの一帯は、京都文化博物館別館や日本生命京都三条ビルなど、明治期以来の近代建築が多く残っていることで知られ、京都市から「歴史的界隈景観地区」に指定されている。また本局舎は京都市登録有形文化財であり「景観重要建築物」として指定もされている。
1973年（昭和48年）には改築計画が発表され、1974年（昭和49年）に一旦は局舎の取壊しが決定したが、反対運動などもあり、最終的には、外壁を残したままで内部のみを新築する建築手法（ファサード保存）を用いて改築された。この手法は、歴史的建造物の保存などを目的として多く用いられているが、この中京郵便局舎が日本で最初の実施例である。
1998年（平成10年）には建設省（当時）により、公共建築百選に選定されている。

## 沿革
- 1871年4月20日（明治4年3月1日） - 日本の近代郵便制度の創設とともに西京（さいきょう）郵便役所として開設[2]。
- 1875年（明治8年）
  - 1月1日 - 京都郵便局（一等）となる。翌日より為替取扱を開始。
  - 10月2日 - 貯金取扱を開始。
- 1885年（明治18年）9月 - 電信取扱を開始。
- 1887年（明治20年）4月1日 - 京都郵便局と京都電信局が合併し、京都郵便電信局となる。
- 1902年（明治35年） - 赤れんが造り2階建の局舎を新築。
- 1903年（明治36年）4月1日 - 京都電話交換局と合併し、京都郵便局となる。
- 1949年（昭和24年）2月1日 - 中京郵便局に改称[3]。
- 1978年（昭和53年）5月 - 外壁を残して、内装を新築。
- 1993年（平成5年）7月1日 - 外国通貨の両替および旅行小切手の売買に関する業務取扱を開始。
- 2007年（平成19年）10月1日 - 民営化に伴い、併設された郵便事業中京支店に集配・ゆうゆう窓口業務などを移管。
- 2012年（平成24年）10月1日 - 日本郵便株式会社の発足に伴い、郵便事業中京支店を中京郵便局に統合。

## 取扱業務
- 郵便、印紙、ゆうパック、内容証明
- 貯金、為替、振替、振込、国際送金、外貨両替・トラベラーズチェック、国債、投資信託
- 生命保険、バイク自賠責保険、自動車保険、変額年金保険
- 地方公共団体事務（京都市地下鉄バス利用券の交付）
- ゆうちょ銀行ATM
- 「604-00xx」「604-08xx」「604-09xx」「604-80xx」「604-81xx」「604-82xx」「604-83xx」「604-84xx」区域（京都市中京区内）の集配業務
- ゆうゆう窓口

## 周辺
- NTT西日本京都三条ビル
- 新風館
- 京都文化博物館
- 京都市立洛風中学校
- 頂法寺
- NHK京都放送局
- 京都国際マンガミュージアム
- 京都新町病院

## アクセス
- 京都市営地下鉄烏丸線・東西線 烏丸御池駅（出口5）から徒歩約3分
- 京都市営バス（31号・51号・65号系統）、京都バス（45系統）「烏丸三条」停留所下車
- 名神高速道路 京都南ICから北へ約7km、京都東ICから北西へ約8km
- 京都縦貫自動車道 沓掛ICから北東へ約12km
- 阪神高速8号京都線 上鳥羽出入口から北へ約6km
- 駐車場あり：6台